# Тарабаринов Леонід Семенович
Леоні́д Семе́нович Тараба́ринов (* 8 листопада 1928, смт Шалигине, нині Глухівського району Сумської області — † 6 січня 2008, Харків) — український драматичний актор театру та кіно, заслужений артист УРСР (1960), народний артист УРСР (1968), народний артист СРСР (1972).

## Життєпис
Народився 8 листопада 1928 р. в Сумській області. 
1955 року закінчив Харківський драматичний інститут (у Данила Антоновича).
Від 1955 року в трупі Харківського українського драматичного театру імені Тараса Шевченка, після закінчення Харківського драматичний (театрального) інституту.
Створив багатопланові, психологічно переконливі образи в спектаклях «Гайдамаки» Т. Шевченка (Ярема), «Лимерівна» Панаса Мирного (Василь Безродний), «Чудаки» М. Горького (Мастаков), «Живий труп» Л. Толстого (Федір Протасов), «Шельменко-денщик» Г. Квітки-Основ'яненка (Шпак), «П'ять діамантів Тев'є-молочника» за повістю Шолом Алейхема, «Король Лір» В. Шекспіра (Лір), «Украдене щастя» І. Франка (Микола Задорожний) та інші.
Найбільш повно творчий діапазон актора представлено в спектаклях «Три сестри», «Вишневий сад» А. Чехова, «Дама з камеліями» О. Дюма-сина, «Хто винуватий?» І. Карпенка-Карого, «Сьома свіча» З. Сагалова.
Професор кафедри майстерності актора Харківського інституту мистецтв ім. І. П. Котляревського, артист Харківського академічного театру української драми ім. Т. Г. Шевченка.
Член Національної спілки театральних діячів.
Помер 6 січня 2008 р.  Похований на 13-му цвинтарі Харкова.

## Найкращі ролі
- Ярема («Гайдамаки» за Тарасом Шевченком),
- Дон Жуан («Камінний Господар» Лесі Українки),
- Лаерт («Гамлет» Вільяма Шекспіра),
- Стоян («Перекоп» Івана Кавалерідзе),
- Михайло («Розплата» Олександра Корнійчука) та ін.

## Кіно
Знімався на кіностудії «Мосфільм» в кінокартинах «Поема про море», «Візит ввічливості»; на Київській кіностудії художніх фільмів в кіноепопеях «Кров людська — не водиця», «Дмитро Горицвіт»; на кіностудії «Ловченфільм» в радянсько-югославському фільмі «Перевірено — мін немає»; на київській кіностудії «Укртелефільм» у «Платоні Кречеті» та в інших.
Працював як актор з кінорежисерами О. Довженком, Ю. Солнцевою, Ю. Райзманом, М. Мащенком, Г. Лисенком, Т. Левчуком та іншими.
Від 1956 року знімається в кіно:
- Валерій Голик («Поема про море» Олександра Довженка; Мосфільм, 1958),
- Данило Підопригора («Кров людська не водиця» за Михайлом Стельмахом, Київська кіностудія художніх фільмів, 1960),
- Берест («Платон Кречет»; «Укртелефільм», 1972).

## Відзнаки і нагороди
Лауреат премій Національної спілки театральних діячів «Тріумф», Харківської облдержадміністрації ім. О. С. Масельського, муніципальної премії ім. І. Мар'яненка.

## Вшанування пам'яті
8 листопада 2018 року на державному рівні в Україні відзначалась пам'ятна дата — 90 років з дня народження Леоніда Тарабаринова (1928—2008), актора, педагога, народного артиста України.
20 грудня 2017 року іменем Леоніда Тарабаринова названа вулиця у Харкові.